# Railroaded
Railroaded er en amerikansk stumfilm fra 1923 af Edmund Mortimer.

## Medvirkende
- Herbert Rawlinson som Richard Ragland
- Esther Ralston som Joan Dunster
- Alfred Fisher som Hugh Dunster
- David Torrence som Judge Garbin
- Lionel Belmore som Foster
- Mike Donlin som Corton
- Herbert Fortier som Bishop Selby